# Фінал кубка Німеччини з футболу 1962
Фінал Кубка Німеччини з футболу 1962 — фінальний матч розіграшу кубка Німеччини сезону 1962 відбувся 29 серпня 1962 року. У поєдинку зустрілися «Нюрнберг» з однойменного міста та дюссельдорфська «Фортуна». Перемогу з рахунком 2:1 у додатковий час здобув «Нюрнберг».
| Володар Кубка Німеччини 1962 |
| ---------------------------- |
|                              |
| «Нюрнберг» Третій титул      |

## Учасники
| Клуб       | Участей | Роки (жирним виділено перемоги) |
| ---------- | ------- | ------------------------------- |
| «Нюрнберг» | 3       | 1935, 1939, 1940                |
| «Фортуна»  | 3       | 1937, 1957, 1958                |

## Шлях до фіналу
| Раунд                                                   | Противник                           | Рахунок |
| ------------------------------------------------------- | ----------------------------------- | ------- |
| 1/8                                                     | «Саар 05» (Г)                       | 3–0     |
| 1/4                                                     | «Гільдесгайм» (Д)                   | 11–0    |
| 1/2                                                     | «Айнтрахт» (Франкфурт-на-Майні) (Д) | 4–2     |
| (Д) = Вдома; (Г) = У гостях; (Н) = На нейтральному полі |                                     |         |

| Раунд                                                   | Противник                        | Рахунок                           |
| ------------------------------------------------------- | -------------------------------- | --------------------------------- |
| 1/8                                                     | «Шпортфройнде» (Зальцгіттер) (Д) | 2–1                               |
| 1/4                                                     | «Саарбрюкен»                     | 2–2 дч (Г) 2–1 (Д) (перегравання) |
| 1/2                                                     | «Шальке 04» (Д)                  | 3–2                               |
| (Д) = Вдома; (Г) = У гостях; (Н) = На нейтральному полі |                                  |                                   |

## Матч

### Деталі
| 29 серпня 1962 17:30 (CET) |

| Нюрнберг               | 2:1 дч   | Фортуна (Дюссельдорф) |
| ---------------------- | -------- | --------------------- |
| Гасенедер 71' Вілд 93' | Протокол | Вольффрамм 58'        |

| Нідерсахсенштадіон, Ганновер Глядачів: 41 000 Арбітр: Рольф Зеекамп |

|  |  |

| В                |  | Роланд Вабра      |
| З                |  | Гельмут Гілперт   |
| З                |  | Пауль Дербфус (к) |
| ПЗ               |  | Штефан Райш       |
| ПЗ               |  | Фердінанд Венауер |
| ПЗ               |  | Густав Флахенекер |
| Н                |  | Курт Дахлауер     |
| Н                |  | Курт Гасенедер    |
| Н                |  | Гайнц Штрель      |
| Н                |  | Тассо Вільд       |
| Н                |  | Ріхард Альбрехт   |
| Головний тренер: |  |                   |
| Герберт Відмаєр  |  |                   |

| В                |  | Альберт Гертц          |
| З                |  | Горст Ціммерманн       |
| З                |  | Вернер Вігна           |
| ПЗ               |  | Германн Штрашнітц      |
| ПЗ               |  | Манфред Краффт         |
| ПЗ               |  | Карл Гоффманн          |
| Н                |  | Бернгард Штеффен       |
| Н                |  | Франц-Йозеф Вольффрамм |
| Н                |  | Гілмар Гоффер          |
| Н                |  | Ганс-Ервін Фольберг    |
| Н                |  | Петер Маєр             |
| Головний тренер: |  |                        |
| Юпп Дерваль      |  |                        |